# Hockey op de Olympische Zomerspelen 1936

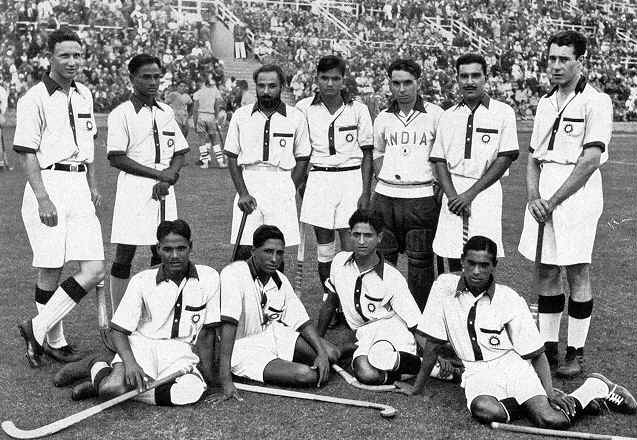
Het Indiaas hockeyteam, winnaar van het goud.

Hockey is een van de sporten die beoefend werden tijdens de Olympische Zomerspelen 1936 in Berlijn.
Er namen elf herenteams deel aan dit toernooi.
Deze elf teams werden over drie groepen verdeeld, die een halve competitie speelden, de groepwinnaars en de nummer 2 van groep C plaatsten zich voor de halve finales.

## Heren

### Voorronde

#### Groep A
| datum       | land        | uitslag | land             |
| ----------- | ----------- | ------- | ---------------- |
| 5 augustus  | Japan       | 5 – 1   | Verenigde Staten |
| 5 augustus  | Brits-Indië | 4 – 0   | Hongarije        |
| 7 augustus  | Brits-Indië | 7 – 0   | Verenigde Staten |
| 8 augustus  | Japan       | 3 – 1   | Hongarije        |
| 10 augustus | Brits-Indië | 9 – 0   | Japan            |
| 10 augustus | Hongarije   | 3 – 1   | Verenigde Staten |

| Rang | Land             | Wed | W | G | V | DV | DT |     | Ptn |
| ---- | ---------------- | --- | - | - | - | -- | -- | --- | --- |
| 1    | Brits-Indië      | 3   | 3 | 0 | 0 | 20 | 0  | 20  | 6   |
| 2    | Japan            | 3   | 2 | 0 | 1 | 8  | 11 | -3  | 4   |
| 3    | Hongarije        | 3   | 1 | 0 | 2 | 4  | 8  | -4  | 2   |
| 4    | Verenigde Staten | 3   | 0 | 0 | 3 | 2  | 15 | -13 | 0   |

#### Groep B
| datum      | land        | uitslag | land        |
| ---------- | ----------- | ------- | ----------- |
| 4 augustus | Afghanistan | 6 – 6   | Denemarken  |
| 6 augustus | Duitsland   | 6 – 0   | Denemarken  |
| 8 augustus | Duitsland   | 4 – 1   | Afghanistan |

| Rang | Land        | Wed | W | G | V | DV | DT |    | Ptn |
| ---- | ----------- | --- | - | - | - | -- | -- | -- | --- |
| 1    | Duitsland   | 2   | 2 | 0 | 0 | 10 | 1  | 9  | 4   |
| 2    | Afghanistan | 2   | 0 | 1 | 1 | 7  | 10 | -3 | 1   |
| 3    | Denemarken  | 2   | 0 | 1 | 1 | 6  | 12 | -6 | 1   |

#### Groep C
| datum      | land        | uitslag | land        |
| ---------- | ----------- | ------- | ----------- |
| 4 augustus | Frankrijk   | 1 – 0   | Zwitserland |
| 4 augustus | Nederland   | 2 – 2   | België      |
| 6 augustus | Nederland   | 4 – 1   | Zwitserland |
| 7 augustus | Frankrijk   | 2 – 2   | België      |
| 9 augustus | Zwitserland | 2 – 1   | België      |
| 9 augustus | Nederland   | 3 – 1   | Frankrijk   |

| Rang | Land        | Wed | W | G | V | DV | DT |    | Ptn |
| ---- | ----------- | --- | - | - | - | -- | -- | -- | --- |
| 1    | Nederland   | 3   | 2 | 1 | 0 | 9  | 4  | 5  | 5   |
| 2    | Frankrijk   | 3   | 1 | 1 | 1 | 4  | 5  | -1 | 3   |
| 3    | België      | 3   | 0 | 2 | 1 | 5  | 6  | -1 | 2   |
| 4    | Zwitserland | 3   | 1 | 0 | 2 | 3  | 6  | -3 | 2   |

### Halve Finales
| datum       | land        | uitslag | land      |
| ----------- | ----------- | ------- | --------- |
| 12 augustus | Brits-Indië | 10 – 0  | Frankrijk |
| 12 augustus | Duitsland   | 3 – 0   | Nederland |

### Bronzen Finale
| datum       | land      | uitslag | land      |
| ----------- | --------- | ------- | --------- |
| 14 augustus | Nederland | 4 – 3   | Frankrijk |

### Finale
| datum       | land        | uitslag | land      |
| ----------- | ----------- | ------- | --------- |
| 15 augustus | Brits-Indië | 8 – 1   | Duitsland |

### Eindrangschikking
| rang   | land | sporter(s) |
| ------ | ---- | --- |
| Goud   | IND  | Richard Allen, Dhyan Chand, Ali Dara, Lionel Emmett, Peter Fernandes, Joseph Galibardy, Earnest Goodsir-Cullen, Mohammed Hussain, Sayed Jaffar, Ahmed Khan, Ahsan Khan, Mirza Masood, Cyril Michie, Baboo Nimal, Joseph Phillips, Shabban Shahab-ud-Din, Garewal Singh, Roop Singh, Carlyle Tapsell                                    |
| Zilver | GER  | Hermann auf der Heide, Ludwig Beisiegel, Erich Cuntz, Karl Dröse, Alfred Gerdes, Werner Hamel, Harald Huffmann, Erwin Keller, Herbert Kemmer, Werner Kubitzki, Paul Mehlitz, Karl Menke, Fritz Messner, Detlef Okrent, Heinrich Peter, Heinz Raack, Karl Ruck, Hans Scherbart, Heinz Schmalix, Tito Warnholtz, Kurt Weiß, Erich Zander |
| Brons  | NED  | Henk de Looper, Jan de Looper, Aat de Roos, Rein de Waal, Piet Gunning, Inge Heijbroek, Hans Schnitger, René Sparenberg, Ernst van den Berg, Ru van der Haar, Tonny van Lierop, Max Westerkamp |
| 4      | FRA  | Guy Chevalier, Emmanuel Gonat, Joseph Goubert, Claude Gravereaux, Félix Grimonprez, Ettienne Guibel, Guy Hénon, Charles Imbault, Paul Imbault, Marcel Lachmann, Claude Roques, Jean Rouget, Paul Sartorius, Claude Soulé, Raymond Tixier, François Verger, Michel Verkindère, Anatole Vologe                                           |
| 5      | SUI  | Roland Annen, René Courvoisier, Adolf Fehr, Konrad Fehr, Louis Gilliéron, Hans Gruner, Fridolin Kurmann, Charles Légeret, Giancarlo Luzzani, Walter Meier, Walter Scherrer, Roger Toffel, Ernst Tüscher |
| 6      | AFG  | Jammaluddin Affendi, Sheyd Ali Atta, Sheyd Ali Baba, Shazada Asif, Seyd Ayub, Mohammad Faruq, Fazal Hussain, Shazada Malook, Shah Shazada Shuja, Shazada Sultan, Sardar Wahid, Shazada Zahir |
| 7      | JPN  | Shunkichi Hamada, Michihiro Ito, Takeo Ito, Makoto Kikuchi, Daiji Kurauchi, T. Otsu, Yoshio Sakai, Osamu Takechi, Noboru Tanaka, Sadao Wakizaka, Takehiko Yanagi |
| 8      | HUN  | Béla Bácskai, Zoltán Berkes, Dénes Birkás, László Cseri, Béla Háray, István Hircsák, Gyula Kormos, Gusztáv Lifkai, Róbert Lifkai, Tamás Márffy, György Margó, Ferenc Miklós, Ferenc Szamosi, Géza Teleki, Zoltán Turcsányi |
| 9      | BEL  | Lambert Adelot, Henri Delaval, Paul Delheid, Edmond Leplat, Eugène Moreau de Melen, Édouard Portielje, Jacques Putz, Jacques Rensburg, Emmanuel Van De Merghel, Reggy Vandeputte, Albert Van Den Branden, Corneille WellensRaymond Distave, Louis Eloy, Pierre Geelhand de Merxem, Willy Hagenaers                                     |
| 10     | DEN  | Arne Blach, Otto Busch, Jørgen Robert Hansen, Henning Holst, Vagn Hovard, Johannes Robert Jensen, Aage Kirkegaard, Henry Kristian Larsen, Carl Malling, Louis Prahm, Mogens Thomassen, Mogens Venge, Carl Gunther WeissJørgen Gry, Gunner Larsen, Vagn Loft, Tage Schultz                                                              |
| 11     | USA  | Bill Boddington, Lenphear Buck, Amos Deacon, Horace Disston, Samuel Ewing, Paul Fentress, James Gentle, Ellwod Godfrey, Lawrence Knapp, David McMullin, Leonard O'Brien, Charles Sheaffer, Alexis Thompson, John TurnbullWilson Hobson                                                                                                 |

Londen 1908 · 
Antwerpen 1920 · 
Amsterdam 1928 · 
Los Angeles 1932 · 
Berlijn 1936 · 
Londen 1948 · 
Helsinki 1952 · 
Melbourne 1956 · 
Rome 1960 · 
Tokio 1964 · 
Mexico-stad 1968 · 
München 1972 · 
Montréal 1976 · 
Moskou 1980 · 
Los Angeles 1984 · 
Seoel 1988 · 
Barcelona 1992 · 
Atlanta 1996 · 
Sydney 2000 · 
Athene 2004 · 
Peking 2008 · 
Londen 2012 · 
Rio de Janeiro 2016 · 
Tokio 2020 · 
Parijs 2024 · 
Los Angeles 2028 
Medaillewinnaars
Atletiek · Basketbal · Boksen · Gewichtheffen · Handbal · Hockey · Honkbal (demonstratie) · Kanovaren · Kunstwedstrijden · Moderne vijfkamp · Paardensport · Polo · Roeien · Schermen · Schietsport · Schoonspringen · Turnen · Voetbal · Waterpolo · Wielersport · Worstelen · Zeilen · Zweefvliegen (demonstratie) · Zwemmen